# Adonisea chilensis
Adonisea chilensis là một loài bướm đêm trong họ Noctuidae.